# Andrzej Perepeczko
Andrzej Wincenty Perepeczko (Leopoli, 5 giugno 1930 – Danzica, 9 novembre 2023) è stato uno scrittore polacco, ufficiale della marina mercantile polacca e docente presso l'accademia navale di Gdynia.

## Biografia
Dopo un'infanzia travagliata, dovuta alle vicissitudini della Polonia negli anni ´30 e ´40, si iscrive all´accademia navale nel 1947 facendo poi carriera sul campo negli anni ´50. Dal 1962 al 1994 ha svolto la sua attività di docenza e solo dopo la pensione si è concentrato nel proseguimento degli studi con un dottorato di ricerca presso l´Università di Danzica.
Parallelo è stato il suo percorso come scrittore, iniziato nel 1956 con la partecipazione anonima ad un concorso letterario. Oltre a pubblicazioni tecniche e divulgative sulla marina e la navigazione egli è conosciuto a livello nazionale per i suoi romanzi e in particolare quelli dedicati ai bambini. Molto nota è la serie di libri dedicati alle vicende di una formica selvatica.

## Opere
- Kurs na świt (Wydawnictwo Morskie 1966)
- Opowieści z mesy (Wydawnictwo Morskie 1967, 1972)
- Listy z morza (Wydawnictwo Morskie 1968)
- Z obu stron... (Wydawnictwo Morskie 1969)
- Bój o Atlantyk (Wydawnictwo Morskie 1972, seria "Wojny Morskie")
- Wojna za kręgiem polarnym (Wydawnictwo Morskie 1973, seria "Wojny Morskie")
- Chłopcy z Morskiej Szkoły (Wydawnictwo Morskie 1974)
- Biała fregata. Kronika "Daru Pomorza" 1929-1972 (Wydawnictwo Morskie 1974)
- O panowaniu na Morzu Śródziemnym" (Wydawnictwo Morskie 1974, seria "Wojny Morskie)
- Dzika Mrówka i tam-tamy (Wydawnictwo Morskie 1977, 1982)
- Komandosi w akcji (Wydawnictwo Morskie 1978, 1982)
- Od Mers el-Kebir do Tulonu (Wydawnictwo Morskie 1979, seria "Wojny Morskie")
- Dzika Mrówka pod żaglami (Wydawnictwo Morskie 1981, Wydawnictwo Cypniew 1996)
- Oni dwaj przez cały ten rejs (KAW 1983)
- Podwodny świat Dzikiej Mrówki (Wydawnictwo Morskie 1983, 1984)
- Wojtek Warszawiak (MAW 1984)
- Dzika Mrówka i Jezioro Złotego Lodu (Wydawnictwo Morskie 1986)
- Dzika Mrówka i tajemnica U-2002 (Wydawnictwo Morskie 1987)
- Pana Jędrusia wyprawa po zielone runo (Wydawnictwo Morskie 1989)
- Coronel I Falklandy (Wydawnictwo Morskie 1990, seria "Wojny Morskie")
- Pięciu z szalupy nr 3 (Graf 1991)
- Bitwa u ujścia Rio de la Plata (Wyd. Lampart 1994)
- Morze Śródziemne w ogniu (Wyd. Lampart 1995)
- Okrętowe maszyny i urządzenia pomocnicze (współautor: Zygmunt Górski; Wyd. Trademar 1997)
- Niemieckie krążowniki typu Admiral Hipper cz. 1 (AJ-Press, 2003)
- Niemieckie krążowniki typu Admiral Hipper cz. 2 (AJ-Press, 2004)
- Niemieckie krążowniki typu Admiral Hipper cz. 3 (AJ-Press, 2004)
- Z błękitów mórz w mrok kopalni (AJ-Press, 2006)
- Groźne bliźniaki (Wyd. VIK 2007, z serii "Miniatury Morskie")
- Opowieści mórz popołudniowych (2008)
- Dzika Mrówka i wenecki Doża Dandolo (2014, wydawnictwo Siesta DeLibro, ISBN 978-83-939721-0-4)